# Faaka
Zakarias Oujlouq, känd under sitt artistnamn Faaka, född 11 mars 2000, är en åländsk hiphopartist och låtskrivare.
Faaka är sedan 2024 kontrakterad för EMI Sweden och det Göteborgsbaserade musikbolaget In This Dunya (ITD). Hans låtar är oftast skapta i samarbete med den åländska producenten och artisten PreGame samt produktionsbolaget From The Island.
2021 medverkade Faaka i Norah Långs dokumentärfilm "Känn ingen skam för mig Mhamn".

## Diskografi
| År   | EP                              |
| ---- | ------------------------------- |
| 2020 | Vänster om trappan              |
| 2020 | Mästerkatten i Sneakers Mixtape |
| 2021 | Slutsålda drömmar               |
| 2023 | Älskar dig hatar dig            |